# Берёзовка (Камчатский край)
Берёзовка — упразднённое село в Соболевском районе Камчатского края России. Находилось в административном подчинении Соболевского сельсовета. До упразднения Берёзовского сельсовета Берёзовка — административный центр и единственный населённый пункт в сельсовете.

## География
Расположено на левом берегу реки Средняя Воровская.
Расстояние до районного центра Соболево составляет 18 км.

## История
Основано в 1946 году. Село названо по своему расположению в берёзовой роще. В 1959 году проживало 469 человек.
В 1962 году центральная база Соболевского совхоза переведена в райцентр, туда же в Соболево переехали рабочие и служащие с семьями. До 1964 года в Берёзовке осталась одна животноводческая бригада по уходу за молодняком. К 1964 году, по сообщению в Камчатский облисполком, все социально-культурные учреждения были закрыты, в селе никто не проживал.
Упразднено 11 декабря 1964 года.

## Экономика и социальная инфраструктура
Действовала центральная база (отделение) Соболевского совхоза.
В селе имелась начальная школа на 22 учащихся, ясли, магазин, пекарня, фельдшерско-акушерский пункт, отделение, связи, клуб, библиотека.